# Cadiretes

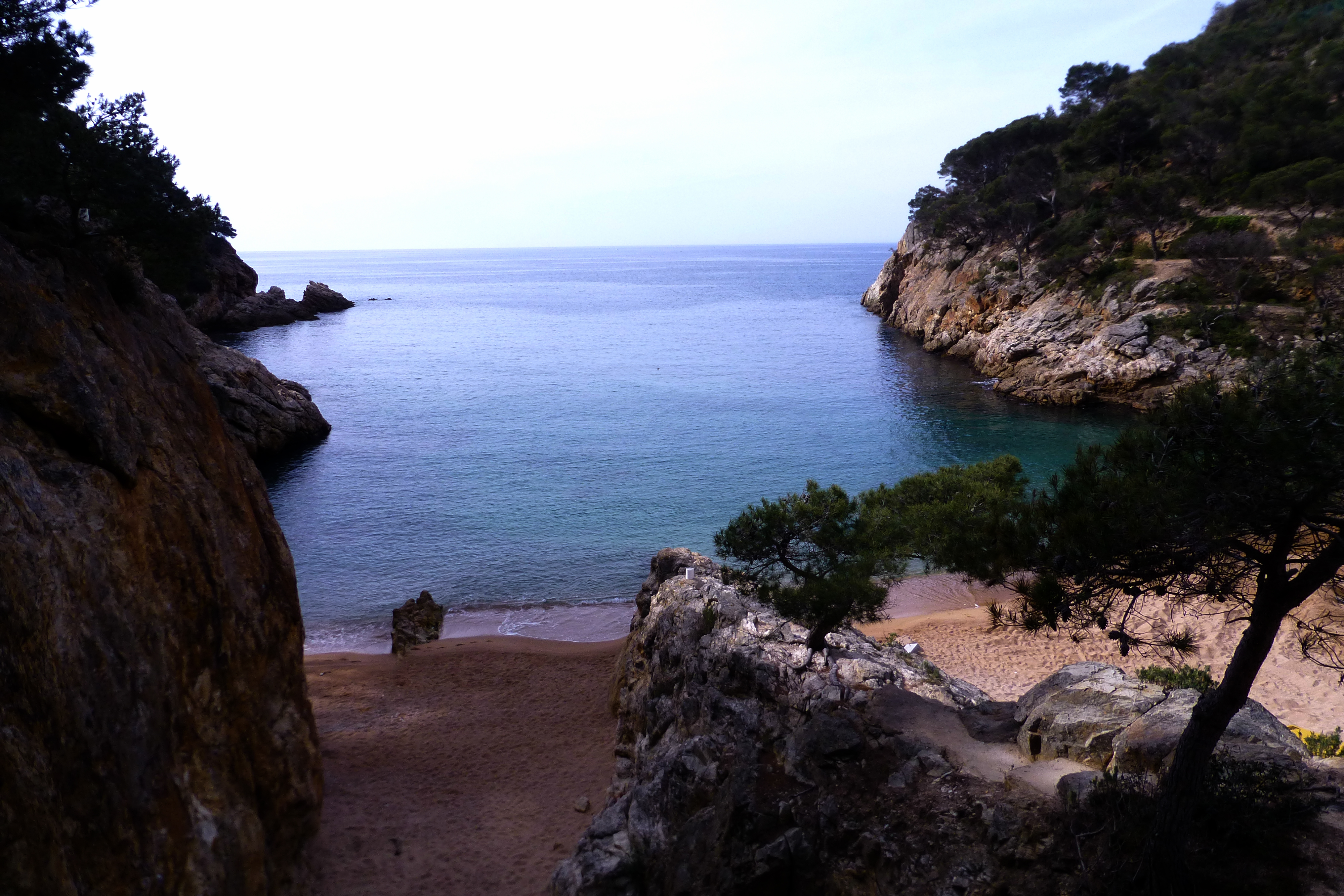
Cala Pola- Cadiretes.

El macizo de les Cadiretes (también conocido como Macizo de la Ardeña -en catalán l'Ardenya-) es un Lugar de Importancia Comunitaria situado en la provincia de Gerona, comunidad autónoma de Cataluña, España. Es una formación montañosa del norte de la cordillera Litoral junto al mar Mediterráneo. Su punto más alto es el Puig de Cadiretes con 519 metros de altura.
En 2004 se aprobó la creación de un PEIN de 7740,15 hectáreas que comprende el territorio del macizo. Este territorio discurre por los términos municipales de:
- La comarca del Bajo Ampurdán:
  - San Felíu de Guixols
  - Santa Cristina de Aro
- La comarca de Gironés:
  - Llagostera
- La comarca de la Selva:
  - Tosa de Mar
  - Lloret de Mar
  - Vidreras
  - Caldas de Malavella

## Situación
El macizo de les Cadiretes, se encuentra justo en el límite de la comarca con el Gironés y la Selva. La llanura litoral y aluvial del río Tordera separa dos conjuntos orográficos definidos. Al norte del Tordera destaca el Macizo de les Cadiretes (518,7 m), Montagut (498,3 m), Montllor (470,4 m), monte de les Cols (416,8 m), Montllor Pequeño (403, 4 m), Macizo de Sant Baldiri (401,5 m), El Montclar (401,1 m) y el Puig Nau (227,2 m).
Al sur la sierra de la Ardenya limita con el extremo septentrional de la sierra de la Marina, en el lado meridional de la riera de Tosa. Al norte el macizo limita con el macizo de las Gavarres.
En su extremo oriental, en la orilla del mar, la cordillera cae abruptamente, formando acantilados y calas a lo largo de la costa entre Sant Feliu de Guíxols y Tosa de Mar.

## Medio físico
Cabe señalar la singularidad geológica que representan algunas formaciones características del macizo de las Cadireetes, como los afloramientos graníticos de excepción y los bloques graníticos modelados por los agentes erosivos, que han dado formas muy curiosas como las de Pedralta, formada por un gran bloque basculante.
Los domos de Solius se han erosionado en forma de panes de azúcar. La línea litoral de este macizo presenta también un notable interés con biocenosis marinas características de los tramos de costa rocosa alta, fuertemente batida, y de aguas profundas y limpias.
Los sistemas marinos son representativos del sur de la Costa Brava, con una influencia muy atenuada del golfo de León, unas aguas todavía frías pero con mucha menos materia orgánica en suspensión y más transparencia, lo que facilita la dominancia algal hasta los 60 m de profundidad.

## Biodiversidad
La función principal de los espacios naturales protegidos de Cataluña es conservar muestras representativas de la fauna, la flora y los hábitats propios del territorio, de forma que se puedan desarrollar los procesos ecológicos que dan lugar a la biodiversidad -la amplia variedad de ecosistemas y seres vivos: animales, plantas, sus hábitats y sus genes-.
El macizo de las Cadiretes es relevante para la vegetación muy densa y compacta, constituida sobre todo por bosques de alcornoques, pero también encinas y pinos sobre un sustrato claramente granítico. Se encuentra la presencia de elementos extramediterráneos (eurosiberianos y atlánticos) aportando un notable interés como centro de especies de flora de afinidades atlánticas y la existencia de varias especies endémicas y raras de Cataluña. En la línea litoral presenta biocenosis submarinas características de estos tramos de costa.

### Vegetación y flora
El paisaje de esta cordillera, plenamente mediterránea septentrional, se sitúa dentro del dominio del alcornocal (Quercetum ilicis gallo-procinciale suberetosum) y el territorio está ocupado en gran parte por los matorrales silicícolas (Cisto-Lavanduletea). El macizo presenta un notable interés biogeográfico y contiene varias particularidades tanto florísticas como fitosociológicas -de sus comunidades vegetales-. Hay que remarcar la presencia de áreas notables por su riqueza en especies boreales, rodeadas por una vegetación claramente mediterránea. Algunas especies extramediterráneas como la Drosera rotundifolia, Potamogeton polygonifolius, Hypericum elodes y Sphagnum subnitens encuentran en esta zona las localidades más cercanas en el Mediterráneo.
La influencia centroeuropea y atlántica también se refleja en los hondonadas y umbrías húmedas, donde hay bosques de ribera como las alisedas (Lami-Alnetum), avellaneros, castaños y matorral de laureles (Osmundo- Lauretum), entre otras formaciones particulares. La presencia de estos elementos extramediterráneos en este macizo plenamente mediterráneo le otorga un notable interés como centro de especies de afinidades atlánticas que, tiempo atrás, serían ampliamente representadas en estas tierras. Los pequeños prados de terófitos -o plantas anuales- que aparecen en los claros de los matorrales o pequeñas cavidades húmedas temporalmente son ricos en pequeñas especies interesantes y bastante raras en Cataluña (Ophioglossum lusitanicum, Isoetes durieui, Cicendia filiformis, Cyperus flavescens, ...). También se encuentran especies mediterráneas endémicas de área más o menos reducida (Teline linifolia, Iberis linifolia ssp. Dunalii), que se encuentran en otros espacios, como las Gavarres y el macizo del Montgrí, pero que son bastante escasas.

### Fauna
La fauna terrestre es típicamente mediterránea con algunas comunidades de predadores bien estructuradas, y se pueden encontrar aves rapaces diurnas como el azor (Accipiter gentilis), el gavilán (Accipiter nisus), el búho real (Bubo bubo), el águila culebrera (Circaetus gallicus), el ratonero común (Buteo buteo), el halcón peregrino (Falco peregrinus) y el cernícalo común (Falco tinnunculus). En cuanto a los mamíferos carnívoros, cabe subrayar la jineta (Genetta genetta), la garduña (Martes foina), el tejón (Meles meles), la comadreja (Mustela nivalis) y el zorro (Vulpes vulpes).
Cabe mencionar que la golondrina dáurica (Hirundo daurica), así como el cormorán moñudo (Phalacrocorax aristotelis), especias bastante raras en Cataluña, crían en este espacio.
En los fondos marinos son de gran interés las formaciones de bloques coralígenos de profundidad, bien diferentes paisajísticamente a los que se encuentrean en las islas Medas.

### Impactos y vulnerabilidad natural
Los principales impactos se centran en procesos erosivos y de degradación de la vegetación. Por otra parte, también tienen lugar expoliaciones y degradación de los fondos marinos y del medio subacuático en general. Otros impactos son la sobre frecuentación, por ejemplo en otoño, por buscadores de setas en la zona de cala Ametller. Hay algunas especies introducidas, como la tortuga de Florida (Trachemys scripta elegans), y también algunas plantaciones forestales que acidifican el suelo, como el eucalipto (Eucaliptus sp.) O el pino de Monterrey (Pinus radiata).
En cuanto a la vulnerabilidad natural, este macizo presenta comunidades vegetales que son altamente inflamables. Paralelamente, los medios marinos bentónicos son bastante sensibles a las alteraciones y, cuando son degradados, requieren de mucho tiempo para recuperarse -por ejemplo, los coralígenos-.

## Economía
Los usos que tienen lugar en este espacio son diversos. Por un lado se llevan a cabo actividades silvícolas a sus masas, que se combinan también con los usos agrícolas de las zonas más llanas. También tienen lugar las actividades cinegéticas y otros usos turísticos y recreativos, como la pesca deportiva y profesional en el mar. El espacio cuenta con algunas carreteras y varios viales forestales que lo atraviesan y dan acceso a masías y otras instalaciones que se dispersan en su territorio. Hay también algunas líneas eléctricas.
- Catálogo de utilidad pública: El 1,59% de la superficie figura en el Catálogo de Montes de Utilidad Pública (CUP) o tiene algún tipo de convenio con ayuntamientos o particulares.

Usos del suelo
- Bosques - 74,38%
- Espacio marino - 21,19%
- Vegetación arbustiva y herbácea - 2,61%
- Tierras agrícolas y áreas antrópicas - 1,81%